# Synopsidia znojkai
Synopsidia znojkai là một loài bướm đêm trong họ Geometridae.